# 赤色鋼鐵
《赤色鋼鐵》是一款由育碧巴黎開發並由育碧發行於任天堂Wii的第一人稱射擊遊戲。《赤色鋼鐵》發行於2006年11月19日，即Wii的發布日。它的續作《赤色鋼鐵2》於2010年3月26日發行。

## 評價
《赤色鋼鐵》收到的評價褒貶不一，IGN的馬特·卡那馬西納稱其為「這是唯一一款可以在Wii上運行的遊戲，其控制似乎偶爾會無明顯原因地出現故障」，並稱讚育碧「提出了一些有趣的遊戲機制，並輔以各種獨特且多樣的關卡和武器」。GameSpot的格雷格·卡薩文（Greg Kasavin）則評論說「《赤色鋼鐵》引入了一種很有前途的控制方案，但將其包裝在一個「充滿缺陷、完全不起眼的遊戲中」，並批評到「在遊戲中，充滿了糟糕的對話和普通的槍戰」。GameTrailers則說「控制裝置極其複雜」，「即使是最熟練的玩家也需要一個小時左右的時間才能掌握」，並稱讚「該控制方案非常雄心勃勃且要求很高，但一旦掌握了它，就很容易看到它的潛力」。其他評論家也指責了遊戲的控制。
評論家們一致同意的一點是配樂，大多數人都認為它很出色。

儘管收到的評價褒貶不一，但《赤色鋼鐵》在全球的銷量已超過100萬份。它獲得了英國互動娛樂協會的金獎，表示在英國的銷量超過20萬份。

## 外部連結
- 莫比游戏上的《赤色鋼鐵》（英文）